# Jegor Jakowlew (dziennikarz)
Jegor Władimirowicz Jakowlew (ur. 14 marca 1930, zm. 18 września 2005) – rosyjski dziennikarz, redaktor naczelny pisma Moskowskije nowosti. Jeden z inspiratorów polityki głasnosti za rządów Michaiła Gorbaczowa.

## Życie przedpierestrojką
Jegor Jakowlew był synem Jakowlewa Władimira Iwanowicza, członka Komunistycznej Partii Związku Radzieckiego. W 1953 roku wstąpił do Komunistycznej Partii Związku Radzieckiego. Ukończył Moskiewski Instytut Historyczno-Archiwalny w 1954. W latach 60. XX wieku pisał dla czasopisma Żurnalist, będącego popularyzatorem zachodniego stylu życia w ZSRR.

## Lata 80. i późniejsza kariera
W 1986 roku Jakowlew został mianowany redaktorem naczelnym czasopisma Moskowskije nowosti. Odbiorcami czasopisma była rosyjska inteligencja, w okresie upadku systemu sowieckiego tworząca nową klasę średnią. W czasie kierowania Nowostiami przez Jakowlewa stały się one najpopularniejszym czasopismem w Rosji.
Jegor Jakowlew jest autorem kilku książek, w tym zbioru wspomnień Ja idu z toboj, pisanych w formie autobiograficznej rozmowy z ojcem.